# 唐荆川墓
唐荆川墓位于中国江苏省常州市钟楼区荆川公园内，为明代文学家、抗倭名将、“嘉靖八才子”之一的唐顺之（号荆川）的墓葬。

## 历史
唐荆川墓建于嘉靖三十九年（1560），抗日战争和文化大革命时期曾遭破坏，其中文革时期遭彻底破坏。1990年获修复并将被开辟为公园，今附近亦建有荆川先生读书处和唐氏宗祠（后者为自青果巷迁入）。

## 结构
墓区三面环水，自西向东依次为一泻桥（取李贺诗“一泓海水杯中泻”之意）、神道坊（左右各设一根石望柱）、墓道、牌坊、墓碑和墓茔，墓道两侧依次立有石羊、石虎、石马和石翁仲各一对。其中神道坊为1934年地方集资修葺时重修，正面阴刻隶书“先贤荆川先生墓道”，由周佛海所书，背面为墓区内“永禁樵牧践踏采折树木”的管理规定。墓茔位于土岗上，与土岗均以花岗石矮墙围护，中为荆川夫妇合葬墓，两侧葬其守墓玄孙唐宇量和唐宇昭，前有清嘉庆元年（1796）所立墓碑，阴刻楷书“明赠兵部侍郎谥襄文荆川唐先生之墓”，由李庆来所书。